# Афанасий (Киккотис)
Митрополи́т Афана́сий Кикко́тис (греч. Μητροπολίτης Αθανάσιος Κυκκώτης; 16 апреля 1958, Морфу, Республика Кипр) — епископ Александрийской православной церкви, митрополит Киринский, ипертим и экзарх Ливийского полуострова.
Представитель патриарха Александрийского при патриархе Московском и всея Руси, настоятель храма Всех Святых на Кулишках, подворья Александрийского патриархата (1997—2019).

## Биография
Постриженик ставропигиального Киккского монастыря, в связи с чем принял фамилию Киккотис.
Окончил богословский факультет Афинского университета и факультет византийской музыки Национальной консерватории Греции. Продолжил образование в университете Париж 1 Пантеон-Сорбонна, где изучал историю византийской цивилизации, историю послевизантийского периода и латинского Востока. Имеет также диплом по библиотечному делу, по специальности классификация архивных материалов.
15 августа 1976 году рукоположён в сан диакона. 18 марта 1984 года рукоположён во пресвитера с возведением в сан архимандрита.
Пребывал в течение ряда лет эфором и членом игуменского совета Киккского монастыря. Занимался организацией работы и систематизацией фондов библиотеки и архива обители.
В течение семи лет преподавал в Духовной семинарии апостола Варнавы в Никосии, работал преподавателем Закона Божия в средних учебных заведениях Республики Кипр.
29 сентября 1997 года решением Священного синода Александрийской православной церкви назначен экзархом папы и патриарха Александрийского и всей Африки при патриархе Московском и всея Руси и настоятелем подворья Александрийской православной церкви — при храме Всех Святых на Кулишках. Привёз с Кипра на подворье два ковчега с мощами святых.
24 апреля 1999 года во время официального визита в Россию патриарха Александрийского Петра VII состоялось официальное торжественное открытие подворья.
В 1999 году под его руководством при подворье (совместно с Московским обществом греков) открыта школа греческого языка, деятельность которой была оценена в Православной энциклопедии как «большой вклад в развитие русско-греческих культурных связей».
23 ноября 1999 года решением Священного синода Александрийского патриархата избран титулярным епископом Киринским с оставлением в должности экзарха Александрийского патриархата в Москве (по названию города Кирена, или Киринея (совр. араб. Шаххат, Ливия) — второй город в Африке после Александрии, в котором проповедовал апостол Марк).
28 ноября 1999 года хиротонисан во титулярного епископа Киринского.
В 2003 году при подворье открыта школа византийской музыки. Хор Александрийского подворья стал известен не только в Москве, но и за пределами России.
9 декабря 2008 года вместе с митрополитом Аксумским Петром (Якумелосом) представлял Александрийский патриархат на отпевании патриарха Московского и всея Руси Алексия II.
6 октября 2009 года постановлением Священного синода Александрийской православной церкви Киринская кафедра была вновь объявлена действующей епархией и возведена в ранг митрополии, в связи с чем Афанасий стал митрополитом, сохраняя своё пребывание в Москве, но при этом в его ведение поступил город Мерса-Матрух с окрестностями. Патриарх Кирилл в поздравлении митрополиту Афанасию отмечал: «Считаю данное решение Священного Синода Александрийской Православной Церкви справедливым признанием Ваших заслуг в деле укрепления традиционно братских связей Александрийской и Русской Православных Церквей, а также плодотворных архипастырских трудов, понесённых Вами в Москве. Желаю дальнейших успехов в Вашем ответственном церковном служении».
18 июля 2014 года в Патриарших покоях Троице-Сергиевой лавры участвовал во встрече президента России Владимира Путина с патриархом Московским и всея Руси Кириллом, постоянными членами Священного синода Русской православной церкви и главами делегаций Поместных православных церквей, прибывших для участия в праздновании 700-летия со дня рождения преподобного Сергия Радонежского.
8 ноября 2019 года патриарх Александрийский Феодор II признал автокефалию ПЦУ и начал возносить в диптихах имя её предстоятеля митрополита Епифания (Думенко). 10 ноября на последовавшей за этим воскресной службе в храме Всех Святых на Кулишках имена Феодора II и митрополита Киринского Афанасия (Киккотиса) впервые не поминались. 25 ноября 2019 года секретарь отдела внешних церковных связей по межправославным отношениям протоиерей Игорь Якимчук сообщил, что действие представительства Александрийского патриархата в Москве временно приостановлено. Афанасий (Киккотис) был отстранён от служения на подворье. 26 декабря Священный синод РПЦ, подчеркнув, что решение патриарха Александрийского о признании украинских раскольников противоречит его неоднократным заявлениям в поддержку канонической Украинской православной церкви и митрополита Киевского и всея Украины Онуфрия, постановил «приостановить деятельность представительства (подворья) Александрийского Патриархата при Московском Патриаршем престоле»

## Награды
- Орден преподобного Сергия Радонежского (18 июля 2003)
- Орден святого равноапостольного великого князя Владимира 2-й степени (25 июля 2013; «во внимание к трудам на благо святой Церкви и в связи с 1025-летием Крещения Руси»)
- Премия Благовещения Пресвятой Богородицы (28 апреля 2018; от Европейского центра искусства (EUARCE) в Греции (Пеания))[12]

## Публикации
стихи
- «Πρωτόλεια» («Первые пробы»). — Λευκωσία, 1995. — ISBN 9963-580-21-1
- «Μετεώρισις» («Парение») — Λευκωσία, 1997. — ISBN 9963-8214-0-5
- «Κένωσις ενοδία» («Путём самоуничижения») — Λευκωσία, 1998. — ISBN 9963-5804-90-4
- «Ερωῆς ἔκχυσις» («Бурный поток»). 1999
- «Πηλοπλάστου Πέλασις» (2015)
- «Κυρηναϊκή Ενσύμβολος Μυθαγωγία» (2016).

прочее
- «Οἱ πρῶτοι εἴκοσι ψαλμοὶ τοῦ ψαλτηρίου τοῦ Συμεὼν Κυκκώτου», Ἐπετηρὶς Κέντρου Μελετῶν Ἰερᾶς Μονῆς Κύκκου, 1993, № 2.
- Ἀνέκδοτα έγγραφα τοῦ ἐν Γεωργίᾳ Μετοχίου τῆς Ἰερᾶς Μονῆς Κύκκου, Λευκωσία, 1998 (Ἀρχεῖον τῆς Ἰερᾶς Μονῆς Κύκκου T. 3).